# São João do Ivaí
São João do Ivaí är en kommun i Brasilien.   Den ligger i delstaten Paraná, i den södra delen av landet, 1 000 km söder om huvudstaden Brasília. Antalet invånare är 11 523.
Trakten runt São João do Ivaí består till största delen av jordbruksmark. Runt São João do Ivaí är det ganska glesbefolkat, med 36 invånare per kvadratkilometer.